# Självständighetsmännen
Självständighetsmännen var en politisk riktning 1917 i storfurstendömet Finland som ville lösgöra landet från Ryssland.
Den bildades av män ur borgerliga partier som grundade tidningarna Uusi Päivä och Svenska Tidningen som språkrör, där man krävde att storfurstens makt skulle överflyttas på lantdagen.
Riktningen befolkades av förutvarande aktivister och yngre generationens bildade män, som Heikki Renvall, Heikki Ritavuori, Kaarlo Koskimies, Eino Suolahti, Otto Åkesson.